# Karl Ludwig Nitzsch
Karl Ludwig Nitzsch, född den 6 augusti 1751, död den 5 december 1831, var en tysk protestantisk teolog, son till Wilhelm Ludwig Nitzsch, far till  Christian Ludwig, Karl Immanuel och Gregor Wilhelm Nitzsch.
Nitzsch var sedan 1790 pastor och generalsuperintendent i sin födelsestad, Wittenberg, samt professor vid dess universitet. När det upphävdes (1815) blev Nitzsch 1817 förste direktor för prästseminariet i Wittenberg. Som teologisk systematiker intog han en mellanställning mellan sin tids rationalism och supranaturalism.